# Rečica (Han Pijesak)
Pour les articles homonymes, voir Rečica.
Rečica (en serbe cyrillique : Речица) est un village de Bosnie-Herzégovine. Il est situé dans la municipalité de Han Pijesak et dans la république serbe de Bosnie. Selon les premiers résultats du recensement bosnien de 2013, il ne compte plus aucun habitant.
Avant la guerre de Bosnie-Herzégovine, le village faisait entièrement partie de la municipalité de Han Pijesak ; après la guerre, son territoire a été partiellement intégré à la municipalité d'Olovo, rattachée à la fédération de Bosnie-et-Herzégovine ; la partie située dans la république serbe de Bosnie porte le nom de Rečice.

## Démographie

### Répartition de la population par nationalités (1991)
En 1991, le village comptait 46 habitants, répartis de la manière suivante :